# Chaostar
I Chaostar sono una band fondata da Christos Antoniou dei Septicflesh come side-project.

## Discografia
- 2000 - Chaostar
- 2001 - Threnody
- 2004 - The Scarlet Queen
- 2007 - Underworld
- 2013 - Anomima
- 2018 - The Undivided Light